# Houba
Houba (deutsch: Pilz) ist eine Punkrock-Band aus Ústí nad Labem, Tschechien, die 1995 von den Brüdern Majkl und Martíček sowie Jirka und Hrdla gegründet wurde. 2006 stieß Míra dazu. Die Bedeutung des Bandnamens liegt allerdings nicht in der wortwörtlichen Übersetzung, sondern sie ist eine Anlehnung an ein in Tschechien beliebtes aus Cola und Rotwein gemischtes Getränk namens Houba. Live waren sie u. a. in Deutschland, Polen, Belarus, Litauen, Lettland und Estland aktiv, zumeist in Tschechien und der Slowakei.

## Stil
Die Band spielt energiegeladenen und melodischen Punkrock mit teils politischen Texten. Hervorzuheben ist, dass der Hauptgesang von Martíček und Majkl meistens auch im Duett beider übernommen wird.

## Diskografie
- 1997: Fičící pes (MC)
- 1997: Hnus fialovej (MC)
- 1999: Pan Káč (MC)
- 2000: Kuře punk pao (CD, MC)
- 2002: ... ať von zacvrč! (CD, MC)
- 2004: Crazy bros - Houba vs. Leniwiec (Split-CD)
- 2005: 10 let punkrocku v Ústí pod Labem (MCD mit mp3)
- 2007: U šílena nesersrny (CD)
- 2010: Houba/Punk Floid (Split-CD)